# Château de Kangelo
Le Château de Kangelo est un château de la ville de Kangelo, en Iran, construit par les Sassanides.